# Пятнистобокая амбистома
Пятнистобокая амбистома (лат. Ambystoma amblycephalum) — вид хвостатых амфибий из семейства амбистомовых.

## Описание
Длина тела с хвостом — 16,1 см, без хвоста — 9,3 см. Пятнистобокая амбистома имеет перепонки между пальцами. Кожа слегка бугорчатая, бугорки возникают между глазами. Конечности длинные и крепкие. Пятнистобокая амбистома имеет многочисленные зубы. Спинная часть черноватая, брюшная сероватая и имеет несколько наборов более или менее выраженных кремовых пятен, также присутствующих на горле. Первая половина боковых частей хвоста светлее, чем у конца хвоста.

## Ареал и образ жизни
Эндемик Мексики. Встречается только на территории штатов Халиско и Мичоакан от области в 3 км к югу от Килы и Тапальпы до северной части Мичоакана на высоте от 1995 до 2100 м над уровнем моря. Населяет мозаичные ландшафты, сложенные естественными лугами и сосново-дубовыми лесами. Большую часть жизни проводит на суше. Размножается в прудах средней глубины. Может выживать на более или менее трансформированных ландшафтах.

## Охранный статус
Вид находится на грани исчезновения. Иссушение, загрязнение и превращение бывших прудов, небольших водоёмов и открытой среды обитания в пропашные культуры представляет собой основную угрозу для пятнистобокой амбистомы в сочетании с расширением городов Морелия и Уруапан. Интродуцированные хищные рыбы также вызывают опасность как в прудах, так и в небольших ручьях, поскольку они могут широко охотиться на сокращающиеся популяции пятнистобоких амбистом.